# Monumento natural Pichasca
El Monumento Natural Pichasca, cuya extensión es de 128 ha, se encuentra ubicado geográficamente en el valle del río Hurtado, en los 30° 23′ S y 70° 52′ O, en la comuna de Río Hurtado, Provincia del Limarí, IV Región de Coquimbo, Chile. Este valle baja desde la zona cordillerana, con un pequeño curso de agua que alimenta el embalse Recoleta.
El monumento natural Pichasca se encuentra entre los 711 y los 1.072 m s. n. m., en un sector pre-cordillerano de clima semi-desértico cuyo relieve presenta marcados desniveles.
Su descubridor fue Don Gaston Zeballos Miranda, agricultor del Pueblo de Pichasca, en la Comunda de Río Hurtado, Región de Coquimbo, Chile.

## Creación
En 1972 mediante el artículo 53 de la Ley N.º 17.699 del 1 de agosto y que fuera publicado en el diario oficial el 14 del mismo mes y año, se declaró parque nacional “bosque petrificado de Pichasca” no indicándose su cabida ni deslindes.
En 1981, a través del decreto número 2 de la Secretaría Regional Ministerial de Bienes Nacionales, Región de Coquimbo, de fecha 8 de diciembre de ese mismo año, se concedió en uso gratuito por cinco años renovables a la Corporación Nacional Forestal, 128 ha de terrenos fiscales, cuya extensión incluía la zona con restos fósiles y el bosque petrificado aludido por la Ley N.º 17.699de 1972 citada precedentemente.
En una acto posterior a través del D.S. N.º 611 del Ministerio de Bienes Nacionales de Chile, de fecha 28 de septiembre de 1983, publicado en el diario oficial el 24 de noviembre del año que se indica, el bosque petrificado de Pichasca se desafectó de calidad de parque nacional, haciéndose la misma referencia en tal sentido a la forma en que fue contemplada en la Ley N.º 17.699, al declararlo como parque nacional.
Finalmente mediante el Decreto 123 del 17 de octubre de 1985, del Ministerio de Agricultura, se declara monumento natural.

## Vías de acceso
El sector se encuentra ubicado a 2 kilómetros del poblado de Pichasca, a 85 kilómetros al sur de La Serena, la capital regional y a 390 km al norte de Santiago, la capital nacional. Ovalle está a 55 km del monumento natural Pichasca, siendo éste el centro urbano más cercano a la zona.
Al sector se puede acceder permanentemente durante todo el año, a través de una Ruta Pavimentada que sale de Ovalle y pasa por sobre el muro-cortina del embalse Recoleta hasta llegar al poblado de Samo Alto, Chile.
Además de este acceso existen otros que permiten llegar a Pichasca desde el norte (desde La Serena, Vicuña, otras localidades del Valle del Elqui, Andacollo), utilizando caminos interiores de diversas condiciones de tránsito.
Para llegar al monumento natural Pichasca, se requiere de movilización particular y se desconoce si existen empresas de turismo que programen salidas al Monumento. El horario de atención es de 9.00 a 16.00 horas, salida 17.30 horas todos los días. Los valores de entrada al sector son los siguientes:
- Adultos: CL$ 2500
- Niños (hasta 15 años): CL$ 1000

## Descripción

### Aspectos geográficos
El monumento natural Pichasca se localiza sobre la formación geológica del cretácio tardío (hace 80 millones de años), denominada Viñita, de origen volcánico y sedimentario clástico continental. Geológicamente se distingue una parte inferior constituida por conglomerados y areniscas volcánicas, lavas y tobas, y una parte superior compuesta por rocas volcánicas (lavas y brechas andesíticas, andesitas basálticas y basalto).
En los suelos del área predominan los de categoría VII y VIII.
El clima del sector es del tipo semi-desértico y cálido. De acuerdo a datos generados en las estaciones meteorológicas de la Dirección General de Aguas de Pichasca (30° 23′ S y 70° 52′ O), y Samo Alto (30° 25′ S y 70° 58′ O), presenta temperaturas máximas de 30 °C en enero y de 4 °C la mínima en junio. En cuanto a las precipitaciones, la máxima alcanzada es de 243,5 mm, presentando una precipitación media de 119,4 mm, y una mínima de 12,5 mm
En el monumento natural Pichasca se encuentran representadas las formaciones de Matorrales esteparios del interior de Coquimbo dentro de la región de los matorrales y bosques esclerófilos y subregión de los matorrales esteparios. Estas formaciones sustentan una fauna ocasional con ámbitos de hogar que traspasan largamente los límites de la zona.
Existe una flora fosilizada la que de acuerdo a los estudios de diversos autores, corresponden a restos de troncos fosilizados e improntas de hojas de especies arbóreas de Gimnospermas y Angiospermas.
En la zona, además, se encuentra evidencias de una fauna fosilizada, consistente en restos óseos de vertebrados que corresponderían a dinosaurios Titanosaurios, del género Antarctosaurus, que podría ser Antarctosaurus. wichmannianus. También se ha encontrado fragmentos de caparazones de quelonios (tortugas). Lo anterior determina el atractivo de este monumento natural como centro de investigación y divulgación, sobre una disciplina escasamente desarrollada en el país y de creciente demanda en la actualidad.

### Aspectos culturales
Dentro de los límites de la zona se puede encontrar recursos culturales, tanto prehispánicos como de actividades de fines del siglo XIX. Es así que se ha detectado evidencias de la presencia de culturas precolombinas en el alero rocoso de la denominada “Casa de Piedra”, en la que se ha reconocido la presencia humana desde hace unos 9920 años (110 años de variación), que corresponden a un complejo cazador-colector.
También se han encontrado pinturas rupestres o pictografías. De acuerdo con los estudios estratigráficos realizados, se ha establecido que este alero había sido utilizado por diversos complejos culturales a lo largo del tiempo. Las manifestaciones pictográficas representan ideogramas abstractos de su imaginario grupal. Posteriormente las ventajas del alero sirvieron a pastores asentados en su espacio inmediato. 
En resumen, a pesar de su reducida extensión, el monumento natural Pichasca posee elementos que determinan una identidad singular, como lo es su calidad de reserva paleontológica y cuna de culturas prehistóricas que se encuentran entre las más antiguas de la región. A lo anterior se agrega la importancia de los vestigios hortícolas también los de mayor antigüedad regional conocida hasta ahora. Tales componentes superan con creces la restricción territorial de la zona y se convierten en los elementos definitorios de la imagen que se debe brindar a la comunidad.

## Objetivos
El monumento natural Pichasca tiene un objetivo general y variados objetivos específicos, siendo el primero “preservar y presentar en su ambiente natural, los recursos paleontológicos y arqueológicos existentes en el área”. De esto, se derivan varios objetivos más, más específicos, que detallaremos a continuación:
- Preservar los recursos paleontológicos del monumento natural Pichasca
- Preservar los sitios arqueológicos presentes en el monumento natural Pichasca
- Facilitar, promover, coordinar y controlar la investigación o estudios que incrementen el conocimiento de los recursos protegidos existentes en el área.
- Presentar o representar e interpretar en su ambiente natural, muestras de los recursos existentes en el monumento natural Pichasca
- Educar e incentivar la formación de los visitantes de las poblaciones locales y especialmente de los estudiantes, en materias de arqueología y paleontología, con el fin de fomentar y desarrollar el conocimiento y valoración de este tipo de recursos.
- Instituir el monumento natural Pichasca, como un centro de recreación en el Valle del río Hurtado.
- Influir en el correcto manejo de los recursos paleontológicos presentes en áreas privadas aledañas.
- Contribuir al desarrollo de la Región de Coquimbo, manteniendo al monumento natural Pichasca como uno de sus atractivos naturales y culturales relevante.
- Contribuir a la educación ambiental de la comuna de Río Hurtado, de la Región de Coquimbo y del país.

## Turismo
Existe en la zona, un tramo del Sendero de Chile, en la comuna de Río Hurtado. El tramo comienza en el pueblo 
de San Pedro de Pichasca, en la vertiente norte del Río Hurtado y finaliza en la localidad de Las Minillas, 
quebrada de Las Minillas, afluente del Río Hurtado. También se puede acceder al tramo directamente en el puente de Samo Alto. 
Tiene una extensión de 20 km y su altitud promedio es de 1000 m por sobre el nivel del mar. El Sendero recorre sinuosamente la ladera norte del Río Hurtado (762 m s. n. m.). Uno de los hitos más cercanos es el 
monumento natural Pichasca, que cuenta con los vestigios arqueológicos más antiguos de la zona, donde es 
posible apreciar troncos de bosques petrificados, huesos de animales prehistóricos como el Antarctosaurio y el 
Tytanosaurio y rastros de asentamientos humanos de alrededor de 8.000 años de antigüedad.
Al avanzar se descubre la "Quebrada La Cantera" con fuerte presencia de piedra laja, y "La Cueva del 
Diablo" una antigua mina de pique sobre la que existen diversas leyendas relacionadas con su "guardián".
Según datos de la CONAF, en 2005 fueron 3.986 personas quienes visitaron el monumento natural Pichasca, lo que
representa un 6% más con respecto a quienes lo hicieron en el 2004. La mayoría de sus visitantes son 
chilenos, que en el 2005 fueron 3.311 turistas, mientras que 445 fueron extranjeros.

## Visitantes
Este monumento natural recibe una pequeña cantidad de visitantes chilenos y extranjeros cada año.
| Año         | 2012  | 2013  | 2014  | 2015  | 2016  | 2017  | 2018  | 2019  | 2020  | 2021  | 2022  | 2023  | 2024  |
| ----------- | ----- | ----- | ----- | ----- | ----- | ----- | ----- | ----- | ----- | ----- | ----- | ----- | ----- |
| chilenos    | 4.664 | 4.520 | 4.722 | 5.002 | 5.828 | 6.020 | 7.114 | 7.694 | 1.996 | 2.278 | 5.861 | 6.642 | 4.628 |
| extranjeros | 279   | 317   | 331   | 201   | 163   | 145   | 152   | 156   | 0     | 0     | 47    | 0     | 0     |
| Total       | 4.943 | 4.837 | 5.053 | 5.203 | 5.991 | 6.165 | 7.266 | 7.850 | 1.996 | 2.278 | 5.908 | 6.642 | 4.628 |

## Protección del subsuelo
El Monumento natural Pichasca cuenta con una protección de su subsuelo como lugar de interés científico para efectos mineros, según lo establece el artículo 17 del Código de Minería. Estas labores sólo pueden ser ejecutadas mediante un permiso escrito por el presidente de la República y firmado además por el ministro de Minería.
La condición de lugar de interés científico para efectos mineros fue establecida mediante Decreto Supremo N°132 de 29 de agosto de 1989 y publicado el 31 de octubre de 1989.
 que fija el polígono de protección.